# Polyura batavianus
Polyura batavianus är en fjärilsart som beskrevs av Hans Fruhstorfer 1898. Polyura batavianus ingår i släktet Polyura och familjen praktfjärilar. Inga underarter finns listade i Catalogue of Life.